# Cyril Archibald
Cyril Archibald, född 1837, död den 13 april 1914, var en kanadensisk politiker. 
Archibald satt i det kanadensiska underhuset för liberalerna mellan 1872 och 1878.
Han föddes i Osnabruck Township i Övre Kanada 1837 och utbildades vid Upper Canada College och tjänstgjorde som borgmästare (reeve) i Osnabruck från 1866 till 1869. Efter att ha suttit i underhuset mellan 1872 och 1878 fördades han 1881 färdades till Dundas, Minnesota för att hjälpa sin brors företag som malde mjöl. Han dog i Northfield, Minnesota 1914.